# Przywilej (film)
Przywilej (ang. Privilege) – film fabularny produkcji brytyjskiej w reżyserii Petera Watkinsa z 1967 roku.
Polska premiera odbyła się październiku 1971 roku w podwójnym pokazie z Kowalem z Gutanowa WFO.

## Fabuła
Film opowiada historię młodego piosenkarza wykreowanego przez wielką wytwórnię na gwiazdę muzyki pop. Kiedy ten nie chce być już narzędziem do zarabiania pieniędzy i zaczyna się buntować stawiając warunki współpracy zostaje odsunięty, a na jego miejsce wytwórnia znajduje innego. Jest to opowieść o kulisach show-biznesu i manipulowaniu bezmyślnym tłumem.